# Campionati italiani primaverili di nuoto 2009
I 56. Campionati italiani primaverili di nuoto si sono svolti a Riccione tra il 4 e l'8 marzo 2009.
Hanno partecipato 460 atleti,  217 femmine e 243 maschi. In palio, oltre ai 40 titoli italiani, c'era anche la qualificazione ai Mondiali di Roma dal 26 luglio al 2 agosto.

## Podi

### Uomini
| Evento               | Oro                                                                                                | Tempo         | Argento                                                                                                 | Tempo         | Bronzo                                                                                | Tempo       |
| Stile libero         | |               | |               |                                                                                       |             |
| 50 m                 | Marco Orsi                                                                                         | 21"82 - RI    | Luca Dotto                                                                                              | 22"06         | Federico Bocchia                                                                      | 22"26       |
| 100 m                | Filippo Magnini                                                                                    | 48"28         | Alessandro Calvi                                                                                        | 48"87         | Christian Galenda                                                                     | 48"90       |
| 200 m                | Marco Belotti                                                                                      | 1'46"33 - RI  | Filippo Magnini                                                                                         | 1'46"89       | Emiliano Brembilla                                                                    | 1'47"33     |
| 400 m                | Massimiliano Rosolino                                                                              | 3'47"45       | Federico Colbertaldo                                                                                    | 3'47"75       | Emiliano Brembilla                                                                    | 3'48"64     |
| 800 m                | Federico Colbertaldo                                                                               | 7'51"65       | Samuel Pizzetti                                                                                         | 7'54"27       | Valerio Cleri                                                                         | 8'07"21     |
| 1500 m               | Federico Colbertaldo                                                                               | 14'58"71      | Samuel Pizzetti                                                                                         | 15'06"51      | Valerio Cleri                                                                         | 15'20"59    |
| Dorso                | |               | |               |                                                                                       |             |
| 50 m                 | Mirco Di Tora                                                                                      | 24"99 - RI    | Enrico Catalano                                                                                         | 25"31         | Damiano Lestingi                                                                      | 25"60 - RIC |
| 100 m                | Mirco Di Tora                                                                                      | 54"07         | Enrico Catalano                                                                                         | 54"71         | Damiano Lestingi                                                                      | 54"89       |
| 200 m                | Damiano Lestingi                                                                                   | 1'56"91 - RI  | Mattia Aversa                                                                                           | 1'58"18       | Sebastiano Ranfagni                                                                   | 1'58"50     |
| Rana                 | |               | |               |                                                                                       |             |
| 50 m                 | Alessandro Terrin                                                                                  | 27"25 - RI    | Filippo Magnini                                                                                         | 27"58         | Luca Residori                                                                         | 27"62       |
| 100 m                | Fabio Scozzoli                                                                                     | 1'00"88       | Loris Facci                                                                                             | 1'01"02       | Marco Sommaripa                                                                       | 1'01"53     |
| 200 m                | Loris Facci                                                                                        | 2'10"58       | Luca Pizzini                                                                                            | 2'10"95 - RIC | Michele Vancini                                                                       | 2'12"08     |
| Farfalla             | |               | |               |                                                                                       |             |
| 50 m                 | Paolo Facchinelli                                                                                  | 23"60 - RI    | Mattia Nalesso                                                                                          | 23"68         | Lorenzo Benatti                                                                       | 23"95       |
| 100 m                | Lorenzo Benatti                                                                                    | 52"92         | Rudy Goldin                                                                                             | 53"20         | Tommaso Romani                                                                        | 53"21 - RIJ |
| 200 m                | Francesco Vespe                                                                                    | 1'56"33 - RI  | Niccolò Beni                                                                                            | 1'56"63       | Niccolò Florenzano                                                                    | 1'57"69     |
| Misti                | |               | |               |                                                                                       |             |
| 200 m                | Alessio Boggiatto                                                                                  | 2'00"03       | Luca Angelo Dioli                                                                                       | 2'01"05       | Niccolò Florenzano                                                                    | 2'02"11     |
| 400 m                | Luca Marin                                                                                         | 4'13"10       | Alessio Boggiatto                                                                                       | 4'15"59       | Luca Angelo Dioli                                                                     | 4'16"60     |
| Staffette            | |               | |               |                                                                                       |             |
| 4x100 m stile libero | Centro Sportivo Carabinieri Alessandro Calvi Mattia Nalesso Sebastiano Ranfagni Cesare Sciocchetti | 3'18"48       | Circolo Canottieri Aniene A Lorenzo Benatti Nicola Cassio Damiano Lestingi Marco Belotti                | 3'18"66       | Aurelia Nuoto Erik Regini Vittorio Gennari Fulvio Paolo Maciejak Vittorio Dinia       | 3'23"23     |
| 4x200 m stile libero | Circolo Canottieri Aniene A Nicola Cassio Damiano Lestingi Alex Di Giorgio Marco Belotti           | 7'15"53 - RIS | Centro Sportivo Carabinieri Cesare Sciocchetti Federico Cappellazzo Sebastiano Ranfagni Samuel Pizzetti | 7'17"51       | Ispra Swim Planet Emiliano Brembilla Michele Cosentino Giorgio Battistella Luca Marin | 7'20"66     |
| 4x100 m misti        | Circolo Canottieri Aniene A Damiano Lestingi Paolo Bossini Lorenzo Benatti Marco Belotti           | 3'36"31 - RIS | Centro Sportivo Carabinieri Sebastiano Ranfagni Luca Pizzini Mattia Nalesso Alessandro Calvi            | 3'36"68       | Ispra Swim Planet A Enrico Catalano Alberto Catalano Stefano Iacobone Andrea Rolla    | 3'36"80     |

### Donne
| Evento               | Oro                                                                                                | Tempo         | Argento                                                                                | Tempo       | Bronzo                                                                                         | Tempo         |
| Stile libero         | |               |                                                                                        |             |                                                                                                |               |
| 50 m                 | Cristina Chiuso                                                                                    | 25"78         | Livia Travaglini                                                                       | 25"86       | Silvia Copetta                                                                                 | 25"87         |
| 100 m                | Federica Pellegrini                                                                                | 53"55 - RI    | Renata Spagnolo                                                                        | 56"24       | Livia Travaglini                                                                               | 56"30         |
| 200 m                | Federica Pellegrini                                                                                | 1'54"47 - RM  | Flavia Zoccari                                                                         | 2'00"44     | Silvia Florio                                                                                  | 2'01"08       |
| 400 m                | Alessia Filippi                                                                                    | 4'07"15       | Flavia Zoccari                                                                         | 4'11"72     | Roberta Ioppi                                                                                  | 4'14"83       |
| 800 m                | Alessia Filippi                                                                                    | 8'26"80       | Rachele Bruni                                                                          | 8'38"41     | Martina Rita Caramignoli                                                                       | 8'41"72       |
| 1500 m               | Alessia Filippi                                                                                    | 16'00"60      | Rachele Bruni                                                                          | 16'30"03    | Alice Franco                                                                                   | 16'35"69      |
| Dorso                | |               |                                                                                        |             |                                                                                                |               |
| 50 m                 | Elena Gemo                                                                                         | 28"63 - RI    | Laura Letrari                                                                          | 28"82       | Valentina De Nardi                                                                             | 28"87         |
| 100 m                | Elena Gemo                                                                                         | 1'00"89 - RI  | Valentina De Nardi                                                                     | 1'01"72     | Federica Pellegrini                                                                            | 1'01"76       |
| 200 m                | Alessia Filippi                                                                                    | 2'08"44 - RI  | Roberta Ioppi                                                                          | 2'13"25     | Valentina Lucconi                                                                              | 2'13"85       |
| Rana                 | |               |                                                                                        |             |                                                                                                |               |
| 50 m                 | Roberta Panara                                                                                     | 31"08 - RI    | Ombretta Plos                                                                          | 31"70       | Chiara Boggiatto                                                                               | 31"85         |
| 100 m                | Martina Carraro                                                                                    | 1'08"40 - RI  | Ombretta Plos                                                                          | 1'08"60     | Ilaria Scarcella                                                                               | 1'08"63       |
| 200 m                | Ombretta Plos                                                                                      | 2'26"90 - RI  | Chiara Boggiatto                                                                       | 2'27"67     | Ilaria Scarcella                                                                               | 2'28"16 - RIC |
| Farfalla             | |               |                                                                                        |             |                                                                                                |               |
| 50 m                 | Cristina Maccagnola                                                                                | 26"51 - RI    | Silvia Di Pietro                                                                       | 26"71 - RIC | Elena Gemo                                                                                     | 26"92         |
| 100 m                | Ilaria Bianchi                                                                                     | 58"33         | Francesca Segat                                                                        | 58"53       | Caterina Giacchetti                                                                            | 59"09         |
| 200 m                | Caterina Giacchetti                                                                                | 2'09"29       | Paola Cavallino                                                                        | 2'10"43     | Emanuela Albenzi                                                                               | 2'12"14       |
| Misti                | |               |                                                                                        |             |                                                                                                |               |
| 200 m                | Francesca Segat                                                                                    | 2'12"20 - RI  | Veronica Massari                                                                       | 2'14"70     | Martina Cuppone                                                                                | 2'16"76       |
| 400 m                | Alessia Filippi                                                                                    | 4'37"35       | Veronica Massari                                                                       | 4'46"83     | Elisa Pasini                                                                                   | 4'50"18       |
| Staffette            | |               |                                                                                        |             |                                                                                                |               |
| 4x100 m stile libero | Circolo Canottieri Aniene A Gigliola Tecchio Caterina Giacchetti Elena Gemo Federica Pellegrini    | 3'43"63 - RIS | Centro Sportivo Esercito Laura Letrari Flavia Zoccari Erika Ferraioli Silvia Florio    | 3'45"83     | Aurelia Nuoto A Silvia Di Pietro Alessia Filippi Sofia Spoletini Cristina Chiuso               | 3'47"46       |
| 4x200 m stile libero | Circolo Canottieri Aniene A Ambra Migliori Caterina Giacchetti Laura Borghetti Federica Pellegrini | 8'08"41       | Centro Sportivo Esercito Flavia Zoccari Silvia Florio Erika Ferraioli Martina Grimaldi | 8'11"13     | Gruppo Sportivo Fiamme Azzurre Veronica Massari Renata Spagnolo Andreana Cimmarusti Sara Goffi | 8'11"25       |
| 4x100 m misti        | Circolo Canottieri Aniene A Elena Gemo Noemi Di Renzo Caterina Giacchetti Federica Pellegrini      | 4'05"46 - RIS | DDS A Elisa Apostoli Roberta Panara Cristina Maccagnola Giorgia Mancin                 | 4'07"12     | Centro Sportivo Esercito Valentina De Nardi Veronica Demozzi Laura Letrari Erika Ferraioli     | 4'09"02       |